# No One (canção de Alicia Keys)
No One (pt: Ninguém) é uma canção de R&B/soul escrita por Alicia Keys, Dirty Harry, e Kerry Brothers, Jr. para o terceiro álbum de estúdio de Alicia Keys, As I Am (2007). Lançada como single principal do álbum em setembro de 2007, a canção foi produzida por Keys e Brothers. É a canção de Alicia que mais fez sucesso no mundo, alcançando o topo de várias paradas de singles, incluindo a Billboard Hot 100 por cinco semanas consecutivas e o Billboard Hot R&B/Hip-Hop Songs por dez semanas consecutivas. É o seu segundo single número um nos Estados Unidos depois da canção de 2001 "Fallin'". "No One" foi classificado no número #42 no Billboard Hot 100 All-Time Top Songs e número #14 no Top Billboard Hot 100 R&B/Hip-Hop Songs. Em 2009, a canção foi colocada no número seis no Billboard Hot 100 fim da década.
A canção ganhou Best Female R & B Vocal Performance e Best R&B Song no Grammy Awards (2008) em 10 de fevereiro de 2008. Durante a cerimônia, realizada Keys fez um dueto com John Mayer. "No One" foi também a música mais ouvida nas rádios em 2008 nos EUA, com 3.080 milhões de ouvintes. A música vendeu mais de 3 milhões de downloads pagos nos Estados Unidos e mais de 5,6 milhões de cópias digitais em todo o mundo. Em 2008, foi a terceira música mais tocada no Brasil, de acordo com a Crowley Broadcast Analysis. Em agosto de 2012, havia vendido 3.705.000 cópias nos Estados Unidos. "No One" foi usada no trailer para o filme de comédia romântica Vestida para Casar (2008), bem como no episódio "Burning Questions" da série Ugly Betty.

## Antecedentes
"No One" foi escrito e produzido por Alicia Keys, Kerry Brothers, Jr., e George M. Harry. Keys disse á MTV News Canadá que a canção "está realmente falando sobre a forma que nos relacionamentos, a forma que tantas coisas estão ao seu redor o tempo todo para tentar distraí-lo. E mesmo que as pessoas possam falar e dizer o que podem querer dizer, mas então ninguém pode entrar no seu caminho."
A canção foi ouvida pela primeira vez em agosto de 2007, depois de Chaves incluiu um clipe da música em seu site oficial e de fã-clube. Foi lançado oficialmente em 10 de setembro de 2007. Keys realizou uma medley de "No One" com "Freedom! '90", canção de George Michael, no MTV Video Music Awards em 9 de setembro de 2007. Existem remixes da música com colaboração de  Lil' Kim, Damian Marley, Júnior Reid, Beenie Man, Barbee, e Kanye West. O remix oficial tem uma batida diferente, mas semelhante a versão original e com participação do rapper Cassidy, que foi produzido por Swizz Beatz.

## Recepção crítica e impacto
A revista Billboard escreveu que "No One" "mostra a cantora de soul agir na sua idade, da melhor maneira possível", acrescentando que "anuncia sua juventude, mantendo Keys em ganchos penetrantes e produção soul com uma flutuabilidade que o torna uma explosão para cantar junto com ele."
"No One" foi classificada no número #42 no Billboard Hot 100 All-Time Top Songs e número #14 no TopBillboard Hot 100 R&B/Hip-Hop Songs. Em 2009, a canção foi chegou ao número #6 no Billboard Hot 100 fim de década. A canção também foi classificada no número #3 na repescagem de "As 10 melhores músicas de 2007" por Entertainment Weekly.

## Videoclipe
O Videoclipe foi gravado em Abril de 2007 e mostra Alicia em quatro lugares unidos, mas divididos por paredes, como uma engrenagem. A primeira destas partes, mostra Alicia deitada numa cadeira, numa sala vazia; a segunda é uma sala com instrumentos musicais -uma sala onde a cantora canta ao teclado; na terceira, Keys está inicialmente sozinha ao piano, numa rua à chuva, onde depois se encontra rodeada por dezenas de pessoas; na quarta e última parte, está num clube nocturno. No fim o vídeo mostra a engrenagem, e nas suas quatro secções está a decorrer a acção.
Em Outubro de 2009, só o vídeo oficial da canção alcança mais de 84 milhões de visualizações no YouTube, e alcança a quinta posição na classificação dos vídeos mais vistos de sempre no Youtube, e a posição número 4 na classificação de vídeos de música.
Foi o videoclipe mais visto em 2008, no Yahoo!.

## Versões Cover
Felicia Barton cantou a canção na 8ª temporada do American Idol. Natalie Okri cantou a música nas audições do Got Talent Grã-Bretanha, que foi ao ar em 16 de maio de 2009, recebendo elogios do juízes e uma ovação de pé da platéia. Em 2009 no Alvin e os Esquilos 2, As Chipettes cantaram a música com a cantora filipina Charice. Prima J fez um versão espanhol  do single, o título 'No One' foi traduzido em espanhol para 'Nadie'. Whitney Myer cantou esta música na segunda temporada do The Voice em 27 de fevereiro de 2012. Elise Testone cantou esta música no American Idol em 18 de abril de 2012. Emblem3 cantou esta música na segunda temporada do The X Factor (Estados Unidos)|The X Factor]] em 14 de novembro de 2012.

## Desempenho

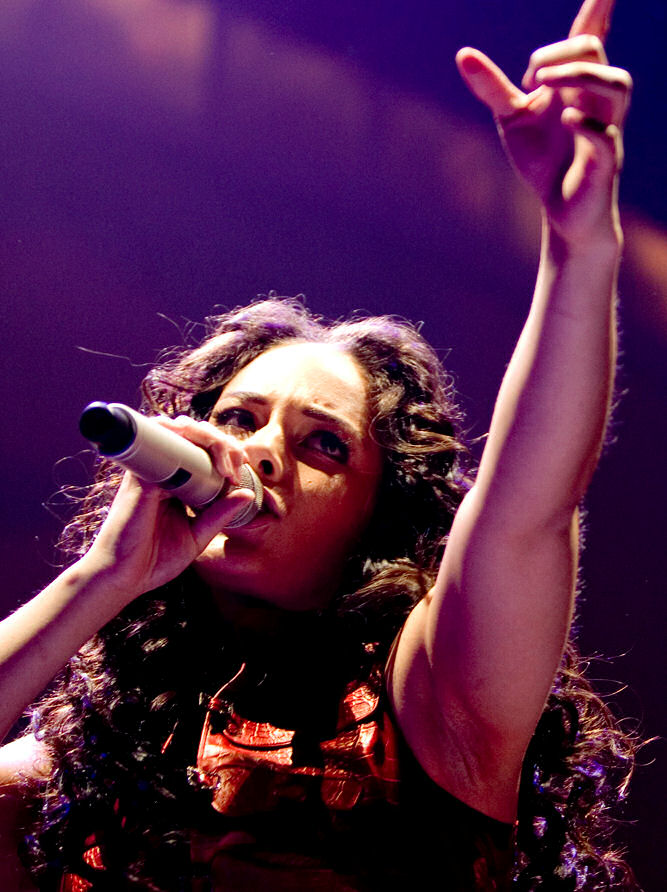
Keys durante um concerto em Portugal, onde "No One" era muito popular e alcançou o primeiro lugar.

Com apenas um dia inteiro nas rádios, "No One" estreou no número #65 na Billboard Hot R&B/Hip-Hop Songs em 8 de setembro de 2007. Sete semanas depois, alcançou a primeira posição por 10 semanas - tornando-se o quinto single número um de Keys na parada, antes de ser eliminado por sua própria canção" Like You'll Never See Me Again ", durante o primeira semana de 2008. A canção, inicialmente, estreou no número quinze no Bubbling Under Hot 100 Singles na semana de 15 de setembro de 2007, e conseguiu ir para o Billboard Hot 100, no número #71, na semana seguinte, sem o benefício de vandas digitais. Na semana seguinte, ele subiu para número #15 por causa dos  downloads digitais, e alcançou o topo da parada em 1 de dezembro de 2007, a ficou no topo por cinco semanas, impedindo a canção Apologize de Timbaland e OneRepublic de chegar ao top. É primeiro single a alcançar o número um no Hot 100 desde seu single de estréia "Fallin'" (2001). O sucesso da canção marcou o retorno de Keys para o top vinte da Billboard Hot 100 em três anos, sua última aparição ocorreu com a entrada de "Karma " no número vinte. Além disso, "No One" chegou ao top em onze outras paradas da Billboard: o Hot 100 Airplay (por 14 semanas consecutivas, a duração mais longa no topo da tabela desde "We Belong Together" de Mariah Carey que passou 16 semanas no número um), o Hot R&B/Hip-Hop Airplay, o Hot Adult R & B Airplay, o Billboard Pop 100, o Pop 100 Airplay, o Mainstream Top 40, o Rhythmic Airplay Chart40, o Hot Digital Songs, o Hot Digital Tracks, o Hot Ringmasters, e a Hot Videoclip Tracks. A canção acabou sendo o número três na Billboard Hot 100 fim-de-ano de singles de 2008 e número seis no Billboard Hot 100 fim-da-década.

### Posições
| Top (2007)                              | Melhor posição |
| --------------------------------------- | -------------- |
| Austrália - Parada de Singles ARIA      | 3              |
| Áustria - Top 40                        | 3              |
| Canadá - Hot 100 Singles                | 2              |
| Chile - Top 100                         | 99             |
| Croácia - Top 100                       | 1              |
| Chipre - Parada Airplay                 | 1              |
| Europa - Hot 100 Singles                | 2              |
| Euro 200                                | 1              |
| Finlândia                               | 17             |
| França                                  | 5              |
| Alemanha                                | 3              |
| Irlanda                                 | 8              |
| Itália                                  | 1 (7x)         |
| Lituânia                                | 3              |
| Malta                                   | 3              |
| Nova Zelândia - Parada de Singles RIANZ | 2              |

| Top (2007)                           | Melhor posição |
| ------------------------------------ | -------------- |
| Polônia                              | 2              |
| Portugal - Top 50 Nacional Português | 1 (12x)        |
| Suíça                                | 1              |
| Reino Unido - UK Singles Chart       | 6              |
| EUA - Billboard Hot 100              | 1 (5x)         |
| EUA - Billboard Pop 100              | 1              |
| Bulgária - Singles Top 40            | 1 (4x)         |
| Dinamarca                            | 7              |
| Holanda                              | 3              |
| Noruega                              | 8              |
| Espanha - Los 40 Principales         | 1              |
| Suécia                               | 5              |

### Histórico mundial
| 1  | 24 | 85.000  | 85.000    |
| 2  | 26 | 76.000  | 161.000   |
| 3  | 21 | 95.000  | 256.000   |
| 4  | 19 | 116.000 | 372.000   |
| 5  | 14 | 148.000 | 520.000   |
| 6  | 10 | 179.000 | 699.000   |
| 7  | 08 | 192.000 | 891.000   |
| 8  | 04 | 233.000 | 1.124.000 |
| 9  | 02 | 279.000 | 1.403.000 |
| 10 | 01 | 356.000 | 1.759.000 |
| 11 | 01 | 360.000 | 2.119.000 |
| 12 | 02 | 327.000 | 2.446.000 |
| 13 | 02 | 359.000 | 2.805.000 |
| 14 | 02 | 372.000 | 3.177.000 |
| 15 | 02 | 379.000 | 3.556.000 |
| 16 | 02 | 454.000 | 4.010.000 |
| 17 | 02 | 390.000 | 4.400.000 |
| 18 | 02 | 363.000 | 4.763.000 |
| 19 | 02 | 352.000 | 5.115.000 |
| 20 | 03 | 318.000 | 5.433.000 |

| 21 | 03 | 296.000 | 5.729.000 |
| 22 | 03 | 276.000 | 6.005.000 |
| 23 | 03 | 299.000 | 6.304.000 |
| 24 | 04 | 266.000 | 6.570.000 |
| 25 | 04 | 228.000 | 6.798.000 |
| 26 | 05 | 203.000 | 7.001.000 |
| 27 | 05 | 193.000 | 7.194.000 |
| 28 | 08 | 187.000 | 7.381.000 |
| 29 | 12 | 174.000 | 7.555.000 |
| 30 | 14 | 156.000 | 7.711.000 |
| 31 | 14 | 151.000 | 7.862.000 |
| 32 | 15 | 132.000 | 7.994.000 |
| 33 | 17 | 112.000 | 8.106.000 |
| 34 | 18 | 112.000 | 8.218.000 |
| 35 | 20 | 111.000 | 8.329.000 |
| 36 | 22 | 100.000 | 8.429.000 |
| 37 | 30 | 82.000  | 8.511.000 |
| 38 | 33 | 80.000  | 8.591.000 |
| 39 | 36 | 74.000  | 8.665.000 |

## Certificações
| País           | Provedor | Vendas    | Certificação |
| -------------- | -------- | --------- | ------------ |
| Estados Unidos | RIAA     | 7.000,000 | 7× Platina   |